# Nils Kremer
Nils Kremer, född 27 oktober 1681 i S:t Laurentii församling, Östergötlands län, död 25 april 1743 i Veta församling, Östergötlands län, var en svensk präst.

## Biografi
Nils Kremer föddes 1681 i S:t Laurentii församling, Söderköping. Han var son till sämskmakaren Claes Kremer och Brita Smitt. Kremer blev 1703 student vid Lunds universitet och prästvigdes 25 januari 1711. Han blev 1711 komminister i Flistads församling och 4 november 1741 kyrkoherde i Veta församling, tillträdde 1742. Kremer avled 1743 i Veta socken.

### Familj
Kremer gifte sig på 1710-talet med Helena Strömbeck (1686–1753), dotter till borgaren Olof Andersson i Söderköping. De fick tillsammans barnen Olaus Kremer (1711–1739), Catharina Kremer (född 1713) som var gift med mönsterskrivaren Lars Ekevall, Brita Kremer (född 1716) som var gift med föraren Peter Sjöberg, Helena Kremer (född 1717) som var gift med komministern G. Lindmark i Rinna församling, Daniel Kremer (född 1719), Claes Kremer (född 1719), Anna Stina Kremer (1720–1797) som var gift med hautboisten Claes Westrell, Eva Elisabet Maria Kremer (1723–1750), Claes Kremer (1725–1726), Niklas Kremer (1727–1727), Greta Kremer (1727–1727) och Maria Kremer (1728–1729).